# Alphamenes campanulatus
Alphamenes campanulatus är en stekelart som först beskrevs av Fabricius 1804.  Alphamenes campanulatus ingår i släktet Alphamenes och familjen Eumenidae.

## Underarter
Arten delas in i följande underarter:
- A. c. gladiator
- A. c. luctuosus